# Cerro Pajas
Le Cerro Pajas est un volcan d'Équateur situé sur l'île Floreana dans l'archipel des Galápagos.